# Commodore 1571

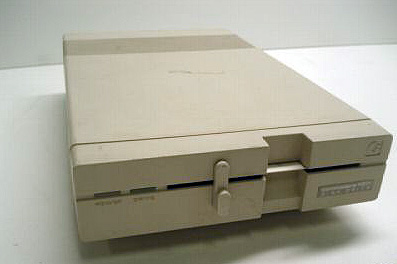
Commodore 1571

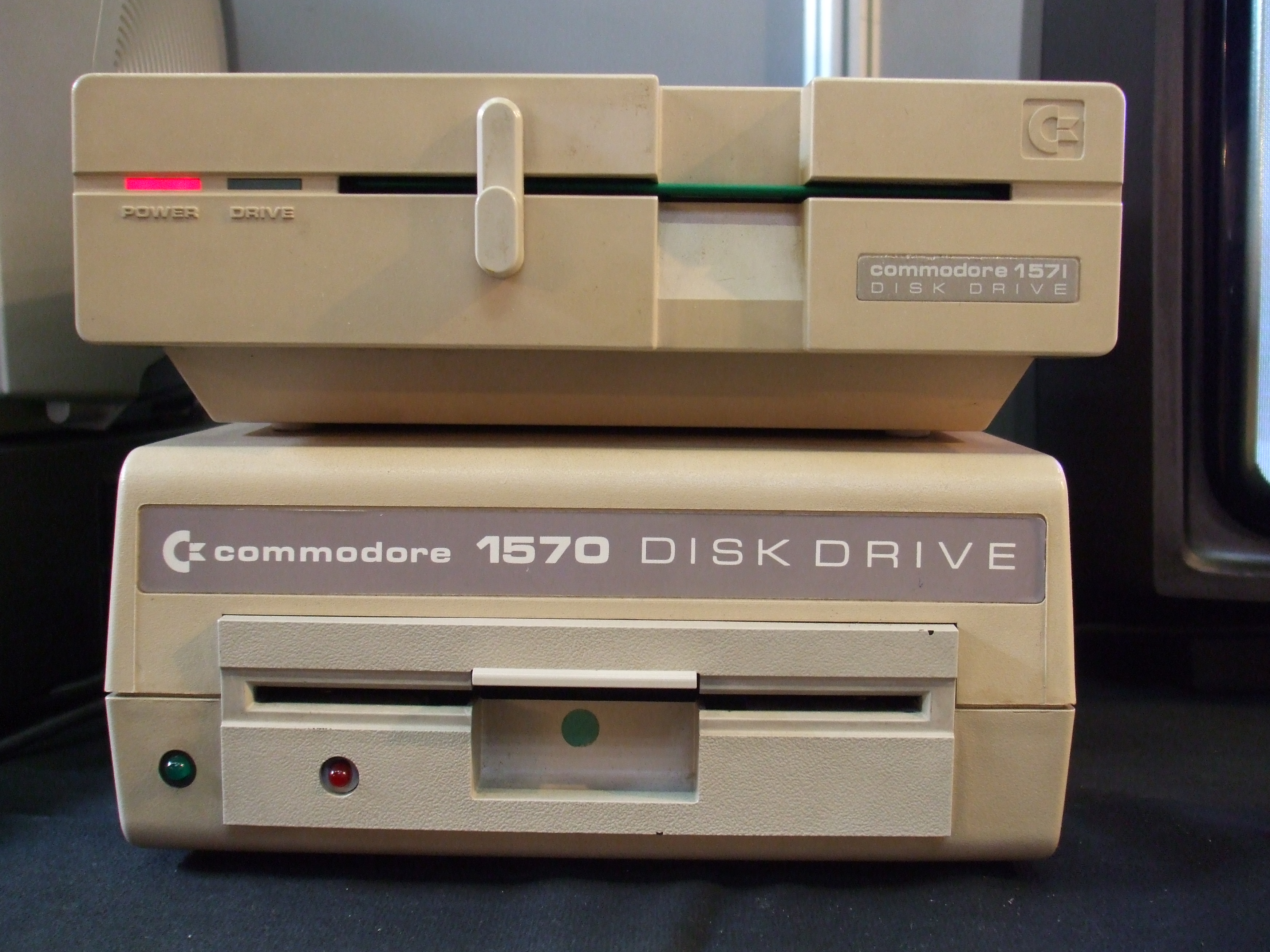
Här ses den äldre Commodore 1570-modellen nederst med Commodore 1571 ovanpå

Commodore 1571 (samt 1570) är en diskettstation avsedd för användandet av 5¼" disketter på hemdatorn Commodore 128.
1571 (och 1570) marknadsfördes och släpptes primärt för Commodore 128, både gällande design och funktion, men är kompatibel med Commodore 64, Commodore 16 och Commodore Plus/4. Enheten annonserades sommaren 1985, tillsammans med C128, och blev tillgänglig senare på året. Den senare C128D hade en 1571-kompatibel diskettstation integrerad i datorlådan. Enheten kan kopplas ihop med ytterligare enheter som då kommunicerar seriellt med varandra. Diskettstationen kan till skillnad från sina föregångare, Commodore 1541 samt 1570, läsa på diskettens båda sidor utan att disketten manuellt behöver vändas. En disketts andra sida skriven medelst en 1571 går inte att läsa på en 1541/1570. En dubbelsidig diskett har på 1571 en kapacitet på 340 KB (70 spår, 1 360 blocks på 256 bytes vardera). Eftersom 8 KB är reserverade för systemet (katalog- och block-information) samt, under CBM DOS, 2 bytes av varje block fungerar som pekare till nästa logiska block, är 254 * 1 328 = 337 312 byte eller cirka 329,4 KB tillgängligt för data. Beroende på format kunde CP/M-disketter formateras till 360 KB.
1571 och 1570 kunde även, tillsammans med en C128, använda sig av ett så kallat "burst mode". Detta innebar att den relativt långsamma bit-beroende seriellrutinen som används på 1541 frångicks, vilket avsevärt ökade skriv- och läshastigheten.
1570/71 kunde i princip fullt emulera en 1541 då Commodore ville stödja tidigare kopieringsskydd hos kommersiell mjukvara. Enheten var tystare och svalare än 1541, även om den liksom sina föregångare har en inbyggd transformator (externa transformatorer dök upp först med de senare 1541-II och 1581). På transformatorerna för 1541-II/1581 nämns 1571, vilket tyder på att Commodore ämnade släppa en senare version av 1571 med extern transformator. Dock existerar ingen "1571-II" så vitt man vet. 1570/71 har det inbyggda operativsystemet CBM DOS V3.0 1571, en förbättrad version av 1541:s V2.6.
Tidiga 1571-enheter hade en bug i det ROM-baserade operativsystemet vilket gjorde att relaterade filer blev korrupta om de ockuperade båda sidor på en diskett. En andra version av operativsystemet släpptes dock där buggen tagits bort, men där andra, nya, mindre buggar tillkommit vilket påverkar 1541-emuleringen. Dessa rättades inte till i senare versioner.
Till skillnad från 1541, som var begränsad till GCR-formatering, klarade 1570/71 av både diskettformaten GCR och MFM. En C128 med 1570/71 var kapabel att läsa och skriva disketter i följande format: IBM PC CP/M-86, Osborne 1, Epson QX10, Kaypro II, IV, CBM CP/M FORMAT SS och CBM CP/M FORMAT DS.
Andra MFM-format var också möjliga om deras karakteristika lades in i den CP/M C128-specifika källkoden (som var tillgänglig från Commodore) och återassemblerades i CP/M:s operativsystem. Dock går det endast att boota CP/M från diskett disks i standard Commodore GCR-format; MFM-format kunde endast användas när systemet var igång.
Med rätt mjukvara är det även möjligt att läsa och skriva MS-DOS-formaterade disketter. Ett antal kommersiella program, samt Public Domain-program, var tillgängliga för detta ändamål; det mest kända är SOGWAP:s "Big Blue Reader". Även om C128 inte kunde exekvera alla DOS-baserade program, blev det möjligt att utbyta filer med PC-användare. Det gick även med speciell mjukvara att läsa Ataris 8-bitars 130kB- eller 180kB-disketter. Ataris standard 8-bitars 90kB-format, som använde FM istället för MFM, gick däremot inte att använda.
Precis som med 1541, kunde Commodore initialt inte möta efterfrågan för 1570/71, och bristen på tillgänglighet samt diskettstationens relativt höga pris (runt $300) öppnade upp för kloner. Två 1571-kloner dör upp på marknaden, en från Oceanic och en från Blue Chip. 
Commodore gick även ut med att de arbetade på en ny version av 1571 med dubbla diskettstationer, kallad 1572, men återkallade ganska omgående detta med argumentet att det upptått tekniska problem med den nya enhetens operativsystem.

## C128D
Den 1571 som är inbyggd i den europeiska C128D med plastlåda är tekniskt identisk med en vanlig 1571, men 1571-versionen som är integrerad i den senare metallversionen av C128D (ibland kallad C128DCR - D Cost Reduced) skiljer sig avsevärt. Den inkluderar ett nyare operativsystem, 3.1, och ersatte MOS Technology CIA interface chip, som bara användes begränsat i operativsystemet, med ett mycket mer förenklat chip som kallas 5710, vilket ger vissa kompatibilitetsproblem med den äldre versionen av 1571. Eftersom denna senare interna 1571, till skillnad från de flesta andra diskettstationer från Commodore, saknar en 8-bitars input/output-port på något chip, är det inte möjligt att installera en parallellkabel, vilket används av SpeedDOS, Dolphin DOS och några ytterligare snabba tredjepartstillverkade operativsystem.